# Remote Office Manager
Remote Office Manager — условно бесплатная программа с закрытым исходным кодом для удалённого администрирования и управления компьютером, разработанная российской компанией Aledensoft. На данный момент проект закрыт и разделился на два других — Remote Manipulator System и LiteManager.

## Особенности
- Управление клавиатурой и мышью компьютера по сети. В отдельном окне видно удаленный рабочий стол контролируемого компьютера.
- Полная совместимость с Windows 7 с поддержкой графической оболочки Aero.
- Широкий спектр режимов работы программы — передача файлов, удаленный диспетчер задач, терминал, Wake-On-LAN и многое другое.
- Несколько режимов удаленной установки.
- Поддержка Microsoft Remote Desktop Protocol (RDP).
- Поддержка мультимониторных систем.
- Карта сети.
- Текстовый чат.

## Безопасность
Реализованы две подсистемы безопасности — безопасность Windows NT и безопасность ROM. Все данные, передаваемые по сети, сжимаются и шифруются, с использованием современных технологий и протоколов обмена ключами (RSA с 2048-битным ключом обмена и AES с 256-битным сеансовым ключом). Встроенный IP-фильтр позволяет разрешить или запретить доступ с определенных IP-адресов. Встроена защита от подбора пароля и DDOS-атак.
Есть возможность запретить какой-либо режим соединения для всех клиентов. Также в новой версии программы появилась возможность установить пароль на изменение настроек ROM-Server.